# Томузловское
Томузло́вское (Томузловка, Удельное) — село в Будённовском районе (муниципального округа) Ставропольского края России.

## География
Село находится в Прикумье на расстоянии 24 км от города Будённовска и 153 км от Ставрополя. Рельеф территории равнинный, почвы по составу супесчаные и суглинистые, местами на поверхность выходят солонцы. Почвы благоприятны для сельского хозяйства и озеленения. Река Томузловка протекает с запада на восток, в границах территории села её берега взяты в бетон. В южной части села имеется множество стариц этой реки, пересыхающих в жаркий летний период и множество ручьёв используемых для полива.
Общая площадь территории — 2320 га.

## История
Село основано в 1787 году (по другим данным — в 1803, 1839 или в 1840 году).
До революции 1917 года в селе существовала большая община секты шалопутов. Население занималось скотоводством, разводило овец, лошадей и крупный рогатый скот.
До 16 марта 2020 года село было административным центром упразднённого Томузловского сельсовета.

## Население
| 1819  | 1897  | 1903  | 1925  | 1926  | 1989  | 2002  |
| ----- | ----- | ----- | ----- | ----- | ----- | ----- |
| 175   | ↗2814 | ↗3233 | ↗3767 | ↘3132 | ↘1942 | ↘1856 |
| 2010  | 2012  | 2014  | 2021  |       |       |       |
| ↘1755 | ↗1849 | ↗1900 | ↘1888 |       |       |       |

Национальный состав
Русские — 87,4 %, народы Дагестана — 2,5 %, другие — 3,1 %.

## Инфраструктура
- Администрация муниципального образования Томузловского сельсовета
- Центр культуры, досуга и спорта
- Врачебная амбулатория
- В северо-восточной части села расположено общественное открытое кладбище (площадь участка 52 тыс. м²)[17]

## Учебные заведения
- Детский сад № 28 «Аистенок» (на 95 мест)
- Средняя общеобразовательная школа № 16 (на 367 мест). Открыта 25 октября 1956 года[18]

## Экономика
- Основное бюджетообразующее сельхозпредприятие — СПК колхоз «Нива»
- 11 торговых точек

## Русская православная церковь
- Церковь усекновения главы Иоанна Предтечи[19]

## Памятники
- Памятник воинам-односельчанам, погибшим в годы гражданской и Великой Отечественной войн. 1975 год.  261610490770005